# Alexandre Nikitine
Pour les articles homonymes, voir Nikitine.
Cet article concerne l'officier et militant écologiste russe. Pour le joueur d'échecs et entraîneur, voir Aleksandr Nikitine.
Alexandre Konstantinovitch Nikitine (en russe : Александр Константинович Никитин), né le 16 mai 1952, est un ancien officier de sous-marin russe et inspecteur de la sécurité nucléaire. Militant écologiste, Alexandre Nikitine a dénoncé les dangers des sous-marins nucléaires laissés à l'abandon à Mourmansk. En 1996, il est accusé d'espionnage, mais il est acquitté en 2000 par la Cour suprême russe. Il est la première personne à avoir été blanchie complètement d'une accusation de haute trahison dans la Russie soviétique et post-soviétique.
Alexandre Nikitine a reçu le prix Goldman pour l'environnement en 1997.

## Œuvres
- La flotte russe du Nord. Les sources de la pollution radioactive. Éditions Georg, 1998.